# 上六
上六（うえろく）は、大阪府大阪市天王寺区上本町六丁目の略称、または、同所に位置する近畿日本鉄道（近鉄）大阪上本町駅および同駅周辺の繁華街の通称。

## 概要
上本町は天神橋、谷町、日本橋などと同様に、町名だけでは場所の特定が困難な細長い町で、上町筋に沿って南北約2km、一 ～ 九丁目まであり、丁目数を付けるのが一般的である。なお、最長時は約2.7km、一 ～ 十丁目まであった。
なかでも上本町六丁目が上六と通称されるまでに至ったのは、1914年（大正3年）の大阪電気軌道（大軌）上本町駅（現・近畿日本鉄道大阪上本町駅）開業以降、大阪市街東部のターミナルとして発展したことによる。
現在でこそOsaka Metro谷町線が通る谷町筋だが、1968年（昭和43年）に6車線化されるまでは谷町6交差点 - 天王寺警察署西交差点間が未改良区間として残っていたため、大阪市電の路線網が張り巡らされた上町筋のほうが利便性の高い道路だった。
大阪市電の廃止および谷町線の開業後に、上六とほぼ同義の「谷九」の呼称が誕生した。

## 上本町6交差点

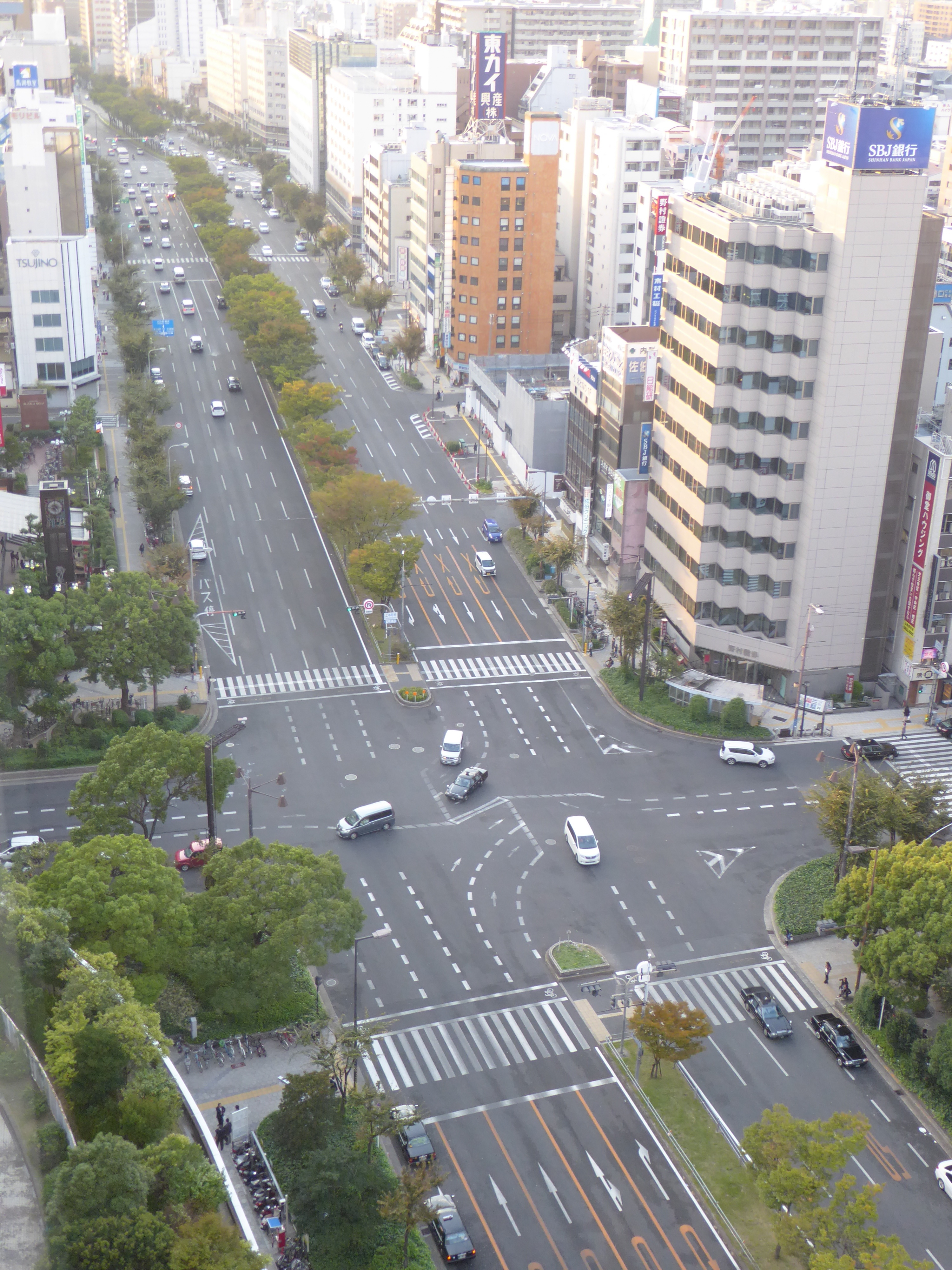
千日前通の上本町六交差点付近を西方向に望む

上本町6交差点は上町筋（大阪市道赤川天王寺線）と千日前通（大阪府道702号大阪枚岡奈良線）の交点で、上本町六丁目と上本町西五丁目（北西角）に位置する。
かつては大阪市電の要衝であり、戦後の大阪市電最盛期だった1959年時点で、南北に走る上本町線には大阪駅・守口・あべの橋（天王寺駅）方面、東西方向の九条高津線（西側）・上本町下味原町線（東側）には今里・千日前・（堺筋経由）大阪駅・玉船橋・大阪港・三宝車庫方面の系統が運行されていた。
現在は、交差点周辺に「上本町6丁目（近鉄前）」「上本町6丁目南」「上本町6丁目東」バス停留所が散在し、バス交通の要所でもある。

### ここからの距離
- 千日前通東行き
  - 東成区 今里交差点まで 2.2 km
  - 大阪・奈良県境 暗峠まで 約17 km
- 千日前通西行き
  - 中央区難波まで 1.7 km
  - 大正橋まで 3.6 km
  - 大正区役所前まで 5.7 km
- 上町筋南行き
  - 国道25号、北河堀交差点まで 1.8 km
  - あべの筋、国道479号、長居交差点まで 6.5 km
- 上町筋北行き
  - 中央区法円坂まで 1.7 km
  - 大阪府庁前まで 2.3 km
  - 土佐堀通、京阪東口まで 2.8 km

## 交通
- 近畿日本鉄道（近鉄） 大阪線・奈良線・難波線 大阪上本町駅
- 大阪市高速電気軌道（Osaka Metro） 谷町線・千日前線 谷町九丁目駅
- 大阪シティバス（旧・大阪市営バス） 上本町六丁目停留所、上本町六丁目南停留所、上本町六丁目東停留所、上本町七丁目北停留所
- 近鉄バス 近鉄上本町駅停留所（一般路線バス）
- 近鉄バス・大阪空港交通・関西空港交通 近鉄上本町停留所（空港連絡バス）
- 大阪バス 上本町駅停留所（高速バス）

過去に存在していた停留場
- 上本町六丁目駅 - 大阪市電の停留場。上本町線1968年12月18日廃止。上本町下味原町線、九条高津線1969年4月1日廃止。

## 主な施設

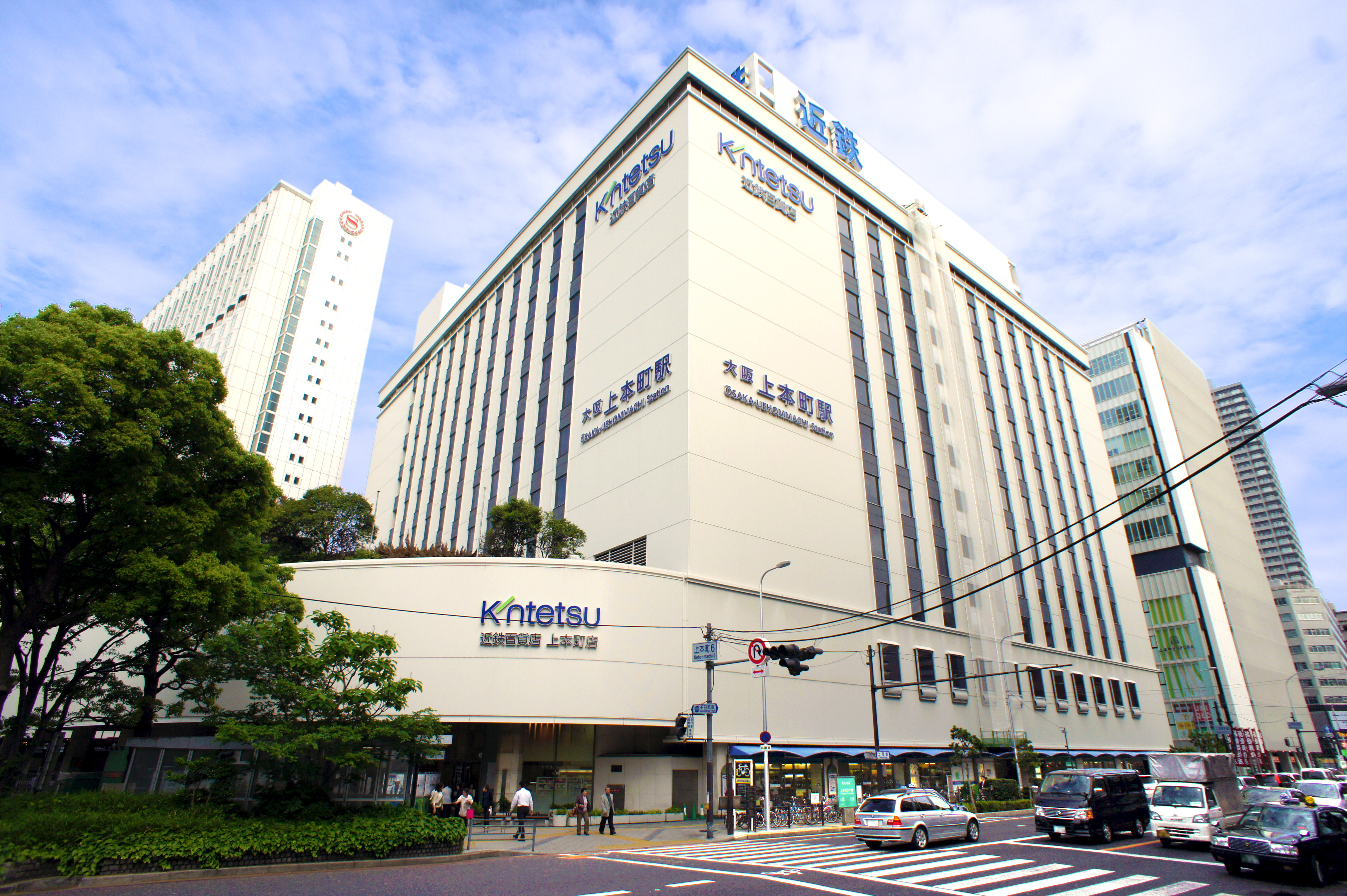
近鉄大阪上本町駅・近鉄百貨店上本町店

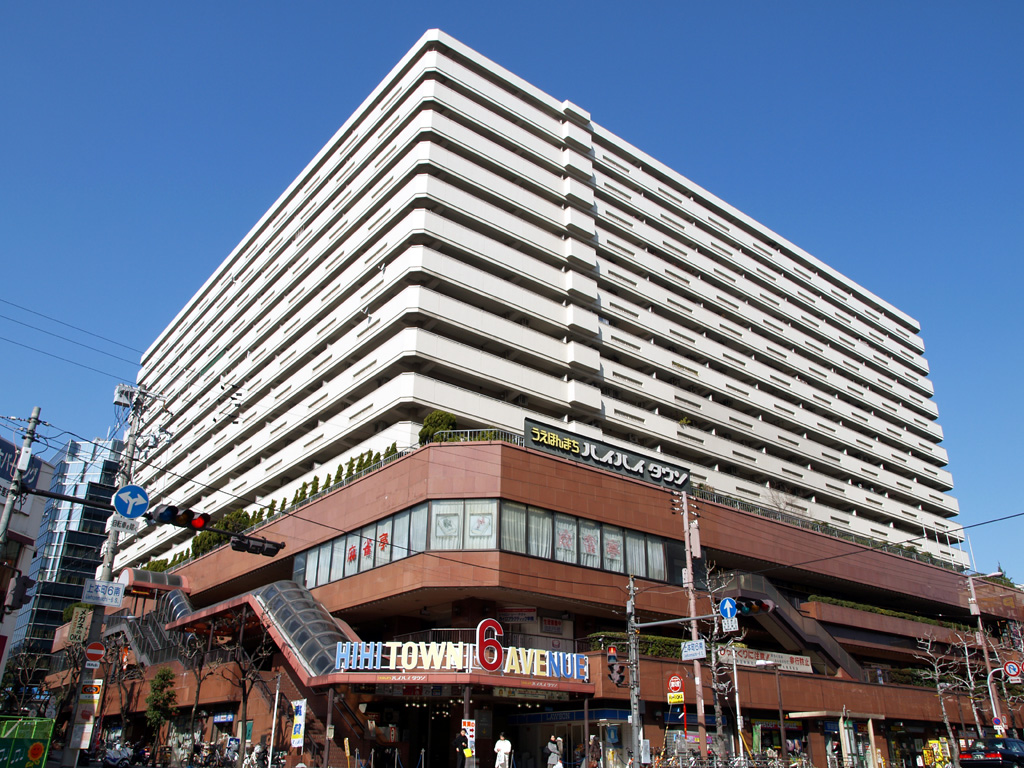
うえほんまちハイハイタウン

- 近鉄グループホールディングス本社
  - 近畿日本鉄道本社
  - 近鉄百貨店上本町店
  - 上本町YUFURA
    - 新歌舞伎座

  - シェラトン都ホテル大阪
    - 近鉄高速バスセンター

  - 近畿日本ツーリスト上本町店
- ホテル ライブアーテックス
- うえほんまちハイハイタウン
- モスバーガー上六店
- ジャンボカラオケ広場
- 東高津宮
- 大阪情報コンピュータ専門学校

## 備考
大阪市電の結節点かつ私鉄のターミナル駅の立地という、上六とよく似た条件で発展した北区天神橋六丁目の天六（てんろく）をはじめ、大阪市内では他にも、中央区谷町四丁目（谷町4交差点付近）の略称谷四（たによん）、中央区谷町六丁目（谷町6交差点付近）の略称谷六（たにろく）、中央区谷町九丁目（谷町9交差点付近）の略称谷九（たにきゅう。上六に隣接）、中央区日本橋一丁目の略称日本一（にっぽんいち）、北区曽根崎二丁目の梅田新道交差点（国道1号終点・国道2号起点・道路元標設置）の略称梅新（うめしん）、城東区の蒲生四丁目駅・蒲生4交差点の略称がもよんなどが用いられている。